# Bahnstrecke Siebenbrunn–Erlbach
| Auszug aus der Streckenkarte Sachsen 1911 |                                                     |                   |                   |
| Streckennummer: | sä. SE (bis 1935: ME)                               |                   |                   |
| Kursbuchstrecke: | 142e (1934) 171k (1944) 171m (1946) 446 (seit 1968) |                   |                   |
| Streckenlänge: | 4,682 km                                            |                   |                   |
| Spurweite: | 1435 mm (Normalspur)                                |                   |                   |
| Maximale Neigung: | 25 ‰                                                |                   |                   |
| Minimaler Radius: | 200 m                                               |                   |                   |
| Streckengeschwindigkeit: | 40 km/h                                             |                   |                   |
| |                                                     |                   |                   |
| \| \| \| von Adorf (Vogtl) \| \| \| \| 0,000 \| Siebenbrunn \| 470 m \| \| \| \| nach Chemnitz Hbf \| \| \| \| 1,676 \| Markneukirchen Hp \| 485 m \| \| \| 2,168 \| Flutbrücke (20 m) \| Flutbrücke (20 m) \| \| \| 2,490 \| Markneukirchen \| 493 m \| \| \| 4,682 \| Erlbach (Vogtl) \| 495 m \| |                                                     |                   |                   |
| Strecke |                                                     | von Adorf (Vogtl) | von Adorf (Vogtl) |
| ehemaliger Haltepunkt / Haltestelle | 0,000                                               | Siebenbrunn       | 470 m             |
| Abzweig ehemals geradeaus und nach links |                                                     | nach Chemnitz Hbf | nach Chemnitz Hbf |
| Haltepunkt / Haltestelle (Strecke außer Betrieb) | 1,676                                               | Markneukirchen Hp | 485 m             |
| Brücke (Strecke außer Betrieb) | 2,168                                               | Flutbrücke (20 m) | Flutbrücke (20 m) |
| Bahnhof (Strecke außer Betrieb) | 2,490                                               | Markneukirchen    | 493 m             |
| Kopfbahnhof Streckenende (Strecke außer Betrieb) | 4,682                                               | Erlbach (Vogtl)   | 495 m             |

Die Bahnstrecke Siebenbrunn–Erlbach (auch als Schwarzbachdampfer bezeichnet) war eine Nebenbahn im Vogtland in Sachsen. Die 4,7 km lange Strecke führte vom an der Bahnstrecke Chemnitz–Adorf gelegenen Bahnhof Siebenbrunn durch das Schwarzbachtal über Markneukirchen nach Erlbach. Eröffnet wurde das Teilstück Siebenbrunn–Markneukirchen 1909, die Verlängerung Markneukirchen–Erlbach wurde 1911 dem Verkehr übergeben. Die zunächst angedachte Verlängerung nach Böhmen zur Lokalbahn Tirschnitz–Wildstein–Schönbach wurde nicht mehr umgesetzt.
Während ihrer gesamten Betriebszeit diente die Strecke nur dem lokalen Verkehr im sogenannten Musikwinkel. 1975 wurde der Verkehr eingestellt und die Strecke anschließend abgebaut.

## Geschichte

### Vorgeschichte und Bahnbau
Bereits in den 1850er Jahren gab es bei der Projektierung der Voigtländischen Staatseisenbahn Trassenvorschläge, die auch die Gegend um Markneukirchen erschließen sollten. Die 1865 eröffnete Voigtländischen Staatseisenbahn Herlasgrün–Falkenstein–Oelsnitz–Eger führte aber schlussendlich weit an Markneukirchen vorbei. Auch beim Bau der Bahnstrecke Chemnitz–Adorf durch die Chemnitz-Aue-Adorfer Eisenbahn-Gesellschaft erhielt Markneukirchen keinen Bahnhof auf dem Stadtgebiet. Da sich Markneukirchen mit 150.000 Mark an der Chemnitz-Aue-Adorfer Eisenbahn-Gesellschaft beteiligte, wurde für die Bahnstrecke von Chemnitz über Aue nach Adorf nicht der kürzere Weg durch das Eisenbachtal, sondern der längere durch das Ebersbachtal gewählt. Letztere Variante führte wesentlich näher an Markneukirchen vorbei und die Stadt erhielt einen Bahnhof in circa 3 km Entfernung zur Stadtmitte.
Um den umständlichen Transport aller Güter zu diesem drei Kilometer entfernten Bahnhof Siebenbrunn zu umgehen, gründete sich 1885 ein neues Eisenbahnkomitee, welches sich für eine Bahnstrecke über Markneukirchen bis ins böhmische Schönbach zur Bahnstrecke Tirschnitz–Schönbach einsetzte. So gab es verschiedene Entwürfe, einige davon mit einem bis zu 1500 m langen Grenztunnel. Je nach Ausführung hätten auch die Ortschaften Dürrengrün, Eubabrunn, Gopplasgrün, Kegel und als Grenzstation Wernitzgrün einen Bahnanschluss erhalten können. Wegen zu hoher Kosten für einen Grenzbahnhof beziehungsweise einen Tunnel wurde jedoch eine grenzüberschreitende Trasse vom sächsischen Finanzminister abgelehnt. Eine Stichbahn nach Erlbach wurde hingegen von der sächsischen Regierung befürwortet. Die Erste Kammer des sächsischen Landtags beschäftigte sich im April 1890 erstmal mit einer Bahn Markneukirchen–Erlbach. In den nachfolgenden Jahren wurden aber andere Bahnprojekte – die wichtiger erschienen – umgesetzt. Erst am 10. Mai 1904 wurde der Bau einer regelspurigen Sekundärbahn nach Erlbach beschlossen.
Streitigkeiten um das benötigte Bauland – die Grundstücksbesitzer klagten, da ihr Erlös zu niedrig erschien – verzögerten den Bahnbau weiter. Der erste Spatenstich fand zwar schon am 30. April 1906 statt, allerdings war zu diesem Zeitpunkt die Grundstücksfrage immer noch ungeklärt. Der Streit wurde erst beigelegt, nachdem die Stadt Markneukirchen den Eigentümer 30.000 Mark aus eigenen Mitteln zahlte. Im Herbst 1907 wurde der Bau fortgesetzt. Ab dem Frühjahr 1908 wurden die ersten Gleise verlegt, zudem wurde der Abschnitt Siebenbrunn–Adorf der Bahnstrecke Chemnitz–Adorf zweigleisig ausgebaut, da die Züge von und nach Markneukirchen dort enden und beginnen sollten. Ursprünglich sollte die Strecke bereits am 1. Juli 1909 – dem ersten Tag des Sommerfahrplans – eröffnet werden, durch Bauverzug konnte die Strecke erst im Herbst 1909 fertiggestellt werden. Am 13. September 1909 erfolgte die polizeiliche Abnahme, am 18. September fand die feierliche Eröffnung statt. Planmäßiger Verkehr wurde ab dem 20. September 1909 durchgeführt. Die Baukosten für die Strecke betrugen etwa 650.000 Mark, hinzu kamen circa 530.000 Mark, die für Betriebsmittel, den zweigleisigen Ausbau des Teilstücks Siebenbrunn–Adorf und den Umbau des Bahnhofs Siebenbrunn aufgewendet wurden.
Bereits vor der Eröffnung wünschte sich Erlbach eine Verlängerung der Stichbahn. Die Regierung ließ 1908/09 Vorarbeiten durchführen, endgültig beschlossen wurde der Bau am 7. Dezember 1910. Im März 1910 begannen die Bauarbeiten, die nach nur sechsmonatiger Bauzeit abgeschlossen wurden. Begünstigt wurde der schnelle Fortschritt durch den seit 1907 von der Gemeinde Erlbach betriebenen Ankauf von Bauland. Der Streckenabschnitt wurde am 30. September 1911 eröffnet, der planmäßige Zugverkehr begann einen Tag später. Mit der Eröffnung erhielt die Gesamtstrecke nun ein neues in Sachsen übliches Kürzel für eine Eisenbahnstrecke. Für die Bahnstrecke Markneukirchen-Siebenbrunn–Erlbach lautete es ME.

### Betrieb

Bahnhof Markneukirchen (Stadt) und Café Bismarck (links) um 1910

Während des Streckenbetriebes wurde auch über eine Erweiterung der Strecke von Erlbach über Eubabrunn in das benachbarte böhmische Schönbach nachgedacht. Jedoch kam diese Streckenerweiterung nie über die erste Planungsphase hinaus.
Das Betriebsergebnis übertraf die Annahmen bei weitem, neben dem Berufsverkehr stammten die größten Einnahmen vor allem dem Versand von Holz und landwirtschaftlichen Produkten sowie dem Brennstofftransport. Die Personenzüge begannen und endeten meist im Bahnhof Adorf (Vogtl), wo sie Anschluss an die Züge der Hauptbahn Plauen (Vogtl) ob Bf–Bad Brambach–Eger hatten. Anfangs verkehrten 10 Zugpaare, nach der Verlängerung bis Erlbach wurde ein weiteres eingelegt. Zu Beginn des Ersten Weltkriegs fuhren täglich noch 15 Zugpaare, die Anzahl reduzierte sich im Laufe des Krieges stark, sodass 1919 nur noch 4 Zugpaare die gesamte Strecke befuhren.
In den 1930er Jahren verkehrten wieder 11 Zugpaare pro Tag. Da 1935 der Bahnhof Markneukirchen-Siebenbrunn umbenannt wurde, erhielt die Bahnstrecke Siebenbrunn–Erlbach nun das Streckenkürzel SE. Während des Zweiten Weltkriegs fuhren 9 Zugpaare, eine starke Verringerung des Angebots wie bei anderen Strecken fand nicht statt. Im Gegensatz zu vielen anderen Bahnstrecken im Vogtland wurde die Bahnstrecke Siebenbrunn–Erlbach bedingt durch den nur lokalen Charakter weder Ziel von alliierten Bombenangriffen, noch wurden am Kriegsende von der Wehrmacht Zerstörungen angerichtet. Mitte April 1945 kam der Zugverkehr mit dem Einmarsch der Amerikaner komplett zum Erliegen.
Erste Güterzüge fuhren im Juni 1945 noch in der Zeit der amerikanischen Besatzung, planmäßiger Verkehr kam aber erst während der sowjetischen Besatzungszeit zustande. Diese drei Zugpaare verkehrten 1947/48 bedingt durch Kohlenmangel nur nach Bedarf. 1955 gab es wieder 9 Zugpaare.

### Stilllegung und Streckenrückbau
In den 1970er Jahren verschlechterte sich der Streckenzustand immer mehr, sodass die Höchstgeschwindigkeit auf 20 km/h begrenzt wurde. Hinzu kamen mehrere Langsamfahrstellen zwischen Adorf und Siebenbrunn. Aufgrund der sinkenden Fahrgastzahlen lohnte sich eine grundlegende Sanierung der Strecke nicht. Der Güterverkehr nach Erlbach endete 1970, auf der restlichen Strecke 1972. Der Verkehrsträgerwechsel im Personenverkehr fand am 31. Mai 1975 statt. Schon am 21. Juni 1975 begann der Streckenrückbau, innerhalb weniger Tage wurden sämtliche Bahnhofsgleise in Erlbach und Markneukirchen per Hand abgebaut. Mithilfe eines Platow-Krans wurde das Streckengleis Ende September 1975 bis nach dem Haltepunkt Markneukirchen zurückgebaut. Die Reststrecke wurde bis ins Frühjahr 1980 zum Abstellen von Schadwagen genutzt, der Abbau des verbliebenen Streckenstückes wurde am 25. Juli 1980 abgeschlossen. Die Fahrkartenausgabe im Bahnhof Markneukirchen wurde von der DR noch bis zum 30. September 1993 betrieben.

## Streckenbeschreibung

### Verlauf
Die 4,682 km lange Strecke lag komplett im Schwarzbachtal. Sie verließ den Bahnhof Siebenbrunn in östlicher Richtung südlich des Schwarzbachs. Nach dem Haltepunkt Markneukirchen wurde der Schwarzbach überquert, hier zweigte bei km 1,79 ein Anschlussgleis zum Städtischen Gas- und Elektrizitätswerk ab. Die Strecke führte weiter entlang der Adorfer Straße und der Breiten Straße auf eigenem Planum mit zahlreichen ungesicherten Bahnübergängen direkt durch Markneukirchen. Kurz vor dem Bahnhof Markneukirchen wurde der Schwarzbach erneut überbrückt, die in der Einfahrt zum Bahnhof Markneukirchen liegende Straßenkreuzung wurde ab November 1958 durch eine Schrankenanlage – neben dem Bahnübergang im Bahnhof Siebenbrunn die einzige der ganzen Strecke – gesichert. Hinter Markneukirchen dominierten landwirtschaftliche Nutzflächen das Streckenbild, hier stieg die Strecke langsam aus dem Schwarzbachtal, da für die geplante Weiterführung bis Schönbach das Elstergebirge überquert werden sollte.
Da die Strecke fast durchgängig kontinuierlich anstieg, lagen nur etwa 500 m in der Waagerechten. Die größte Steigung betrug 1:40 auf über 1,25 km Länge vor Erlbach. Insgesamt machten Kurven einen Anteil von rund 40 % aus, der kleinste Radius zwischen Siebenbrunn und Markneukirchen betrug 300 m, zwischen Markneukirchen und Erlbach war der kleinste Bogenhalbmesser 200 m. Die Höchstgeschwindigkeit war auf 40 km/h begrenzt, als maximal Achslast waren 18 t zulässig.

### Betriebsstellen
Siebenbrunn ⊙

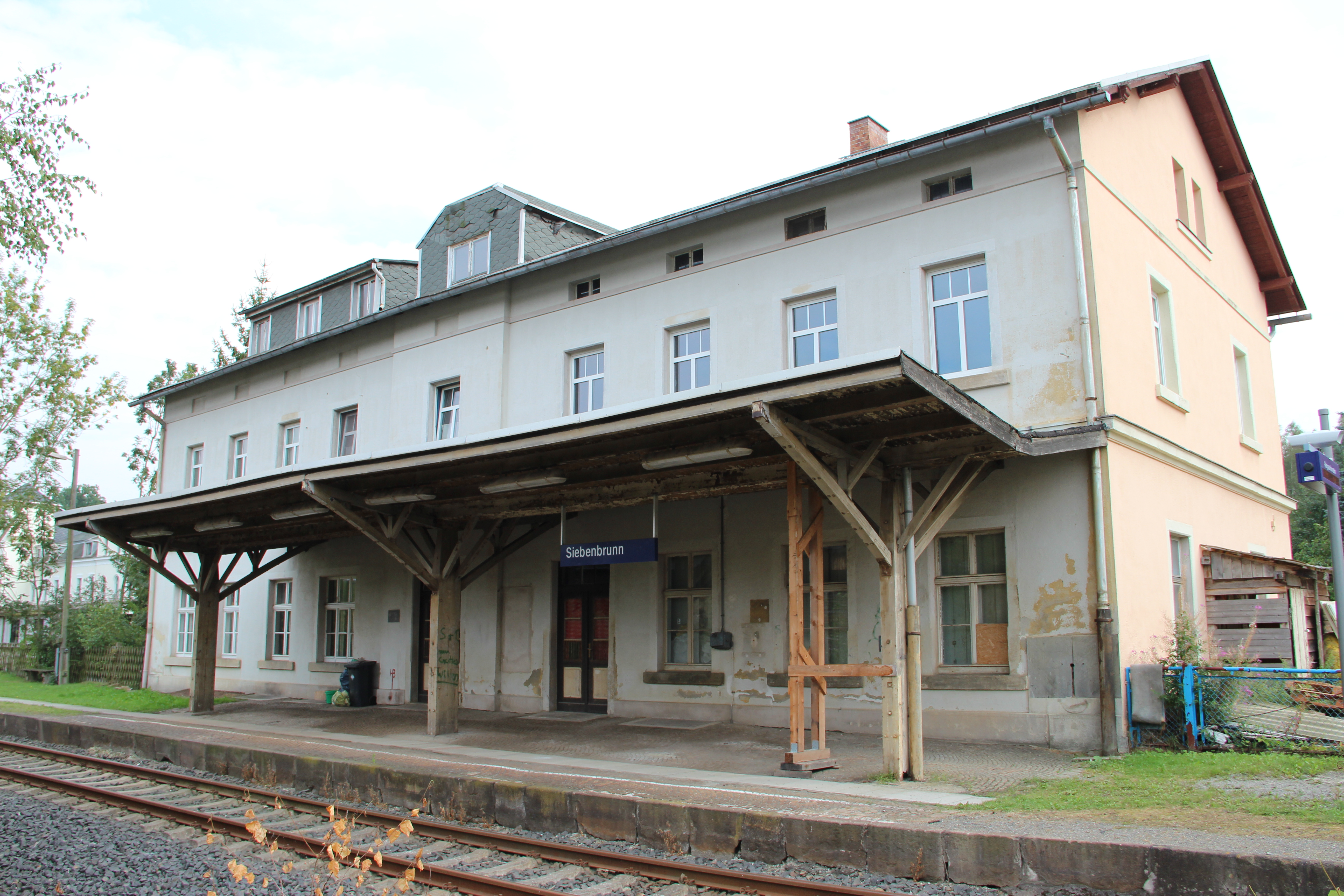
Bahnhof Siebenbrunn (2012)

Die Station wurde als Bahnhof Markneukirchen 1875 zusammen mit der Bahnstrecke eröffnet.
1976 erfolgte die Umwandlung des Bahnhofs in einen Haltepunkt mit Anschlussstelle, seit Ende der 1990er Jahre liegt nur noch das durchgehende Hauptgleis. Im Dezember 2012 endete hier der Personenverkehr, da der Streckenabschnitt Zwotental–Adorf vom ZVV abbestellt wurde.
Markneukirchen Hp ⊙
Der Haltepunkt Markneukirchen am Streckenkilometer 1,676 bestand aus einer hölzernen Wartehalle, einem 110 m langen Bahnsteig aus Schlacke, einem Wagenkasten als Schuppenersatz sowie einem Freiabtritt.
Markneukirchen ⊙

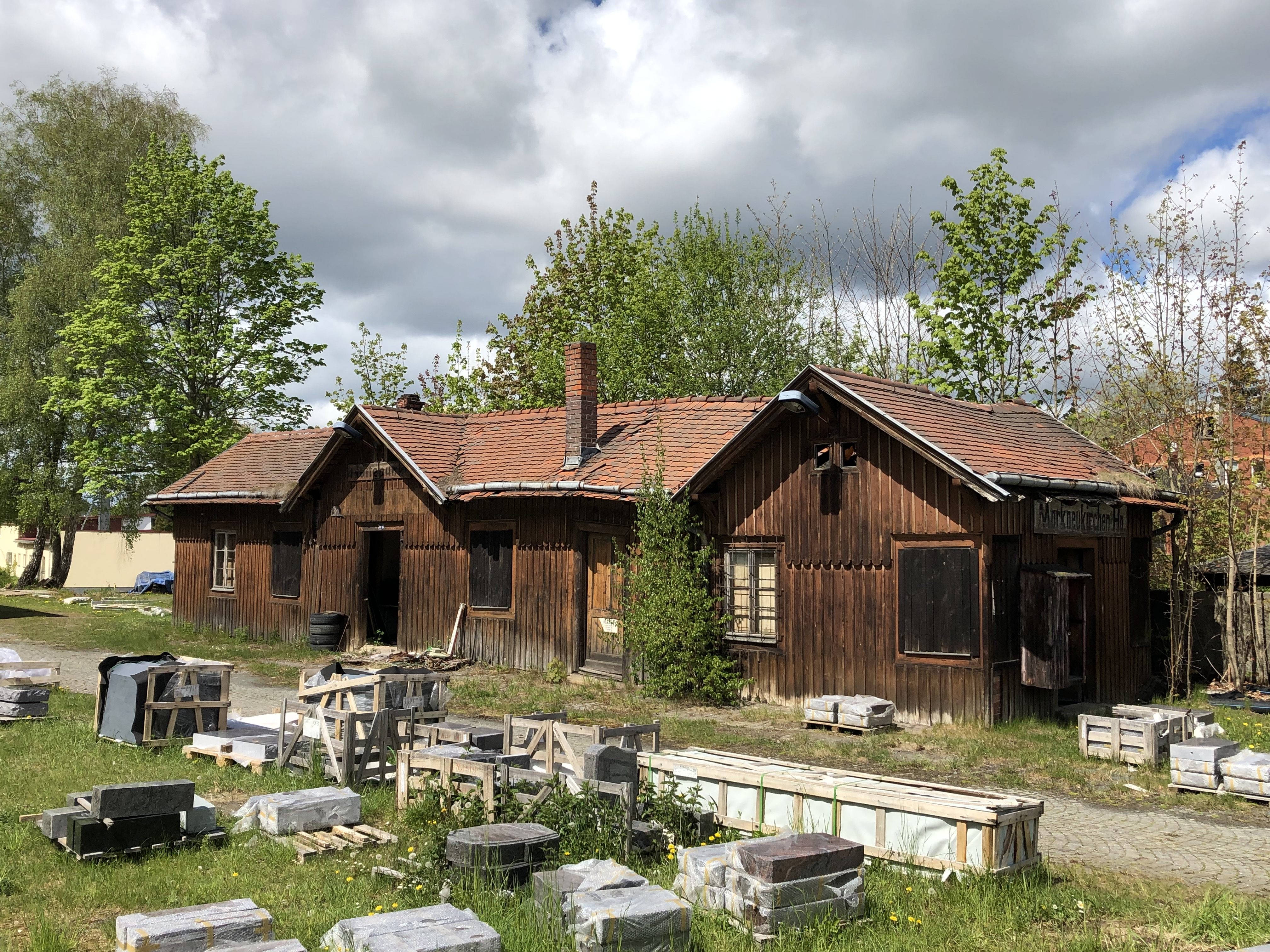
Haltepunkt Markneukirchen (2019)

Der Bahnhof Markneukirchen (bis zum 30. April 1910 Bahnhof Markneukirchen (Stadt)) war der zweitgrößte Bahnhof der Strecke, Siebenbrunn war etwas größer. Allerdings war die Station verkehrlich wesentlich bedeutsamer, so wurden hier beispielsweise 1913 eineinhalbmal mehr Personen abgefertigt sowie zweieinhalb mal so viel Güter wie in Siebenbrunn umgeschlagen. An Hochbauten war neben dem dreistöckigen Empfangsgebäude mit Krüppelwalmdach ein Wirtschaftsgebäude, ein Freiabtritt und ein Güterschuppen vorhanden. Dem Güterverkehr diente zusätzlich noch eine 120 m lange Ladestraße und eine Kopf- und Seitenrampe. Der 90 m lange Bahnsteig war teilweise überdacht.

Bahnhof Markneukirchen (um 1910)
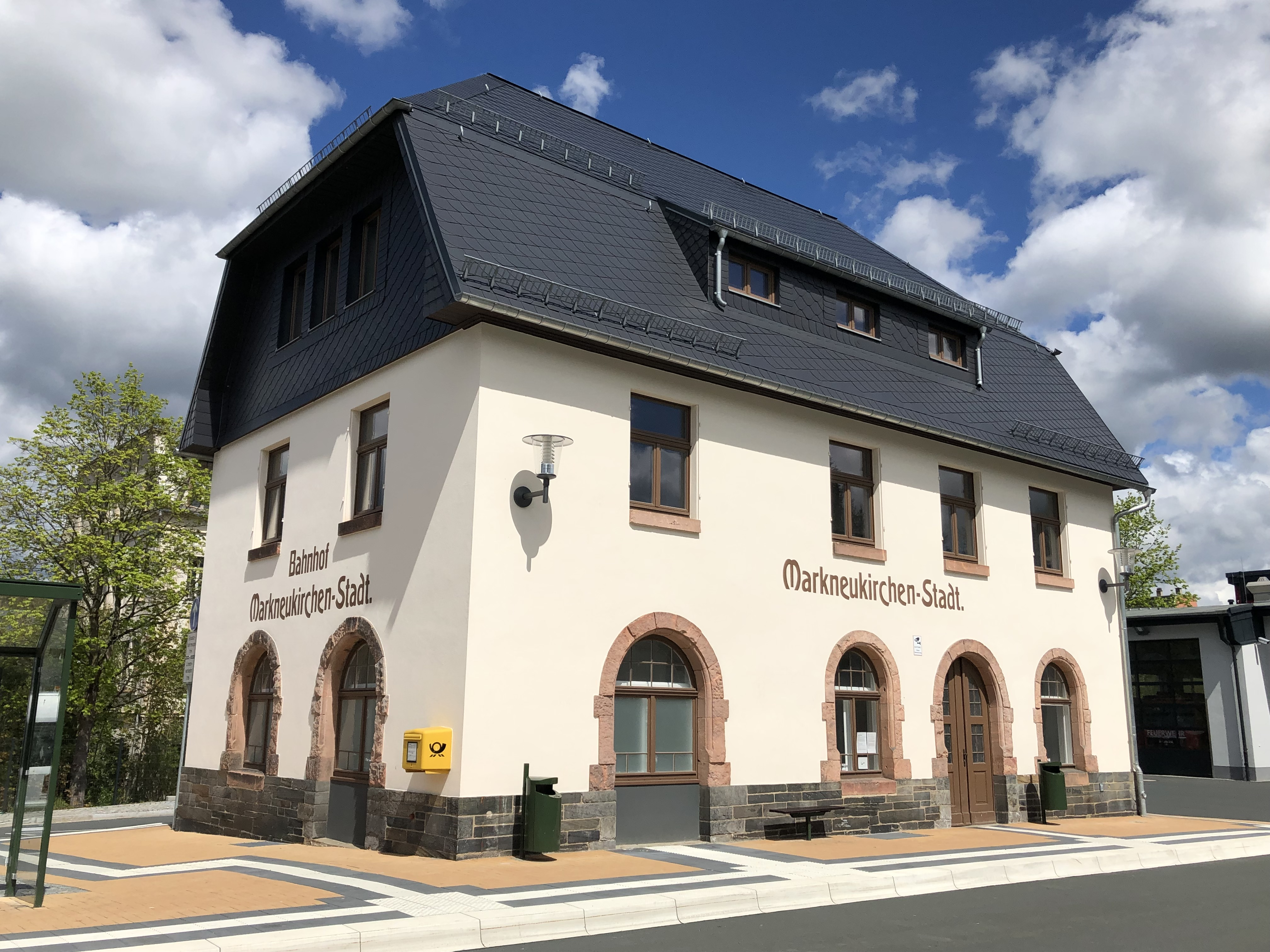
Bahnhof Markneukirchen, Empfangsgebäude (2019)
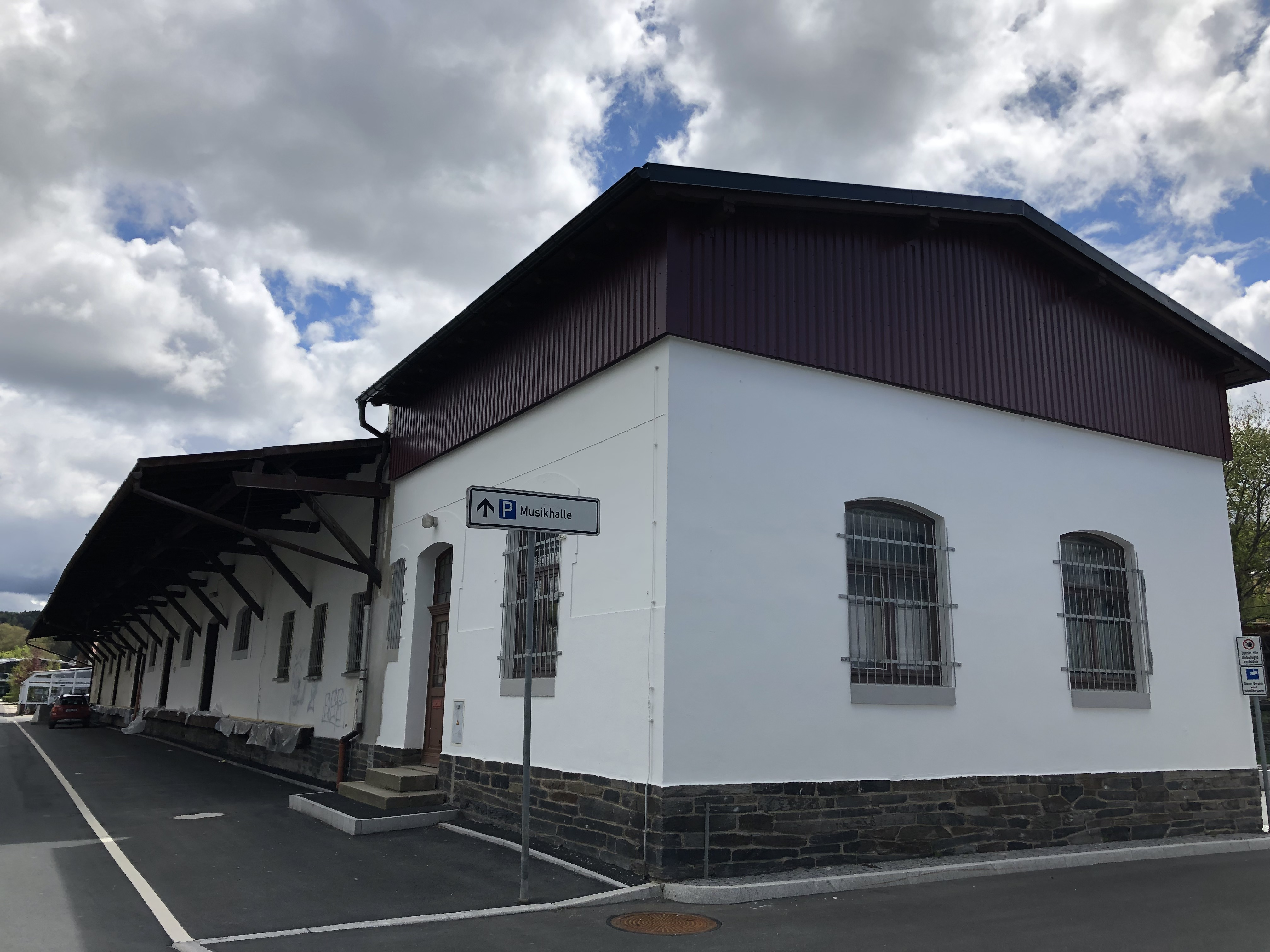
Bahnhof Markneukirchen, Güterschuppen (2019)

Ab den 1960er Jahren wurde der Bahnhof, der zum Zeitpunkt seiner größten Ausdehnung aus acht Gleisen mit 22 Weichen bestand, schrittweise zurückgebaut.
Erlbach (Vogtl) ⊙

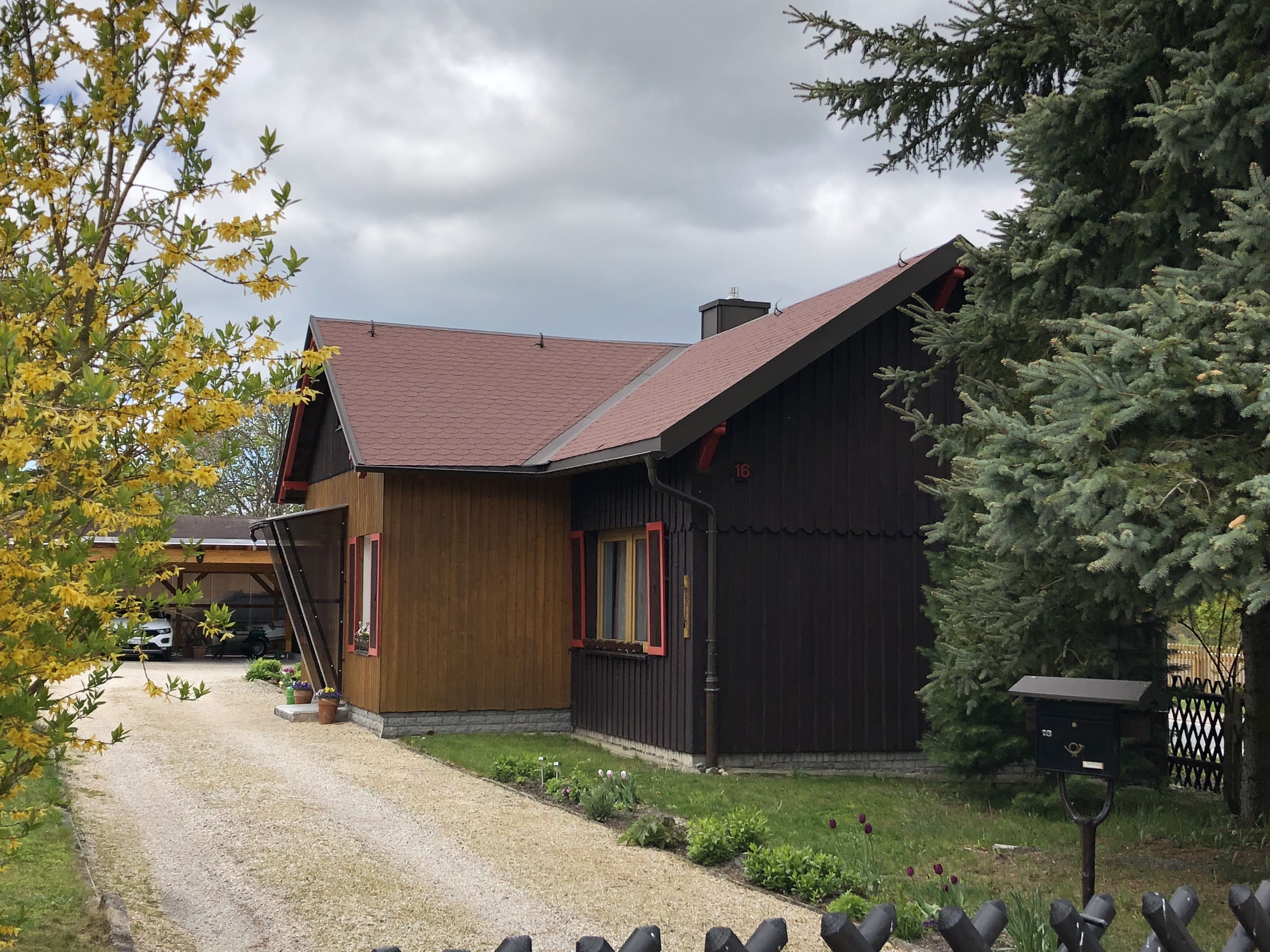
Bahnhof Erlbach (2019)

Der Bahnhof Erlbach (Vogtl) (bis zum 1. Oktober 1927 nur Bahnhof Erlbach) war von Anfang an auf einen Weiterbau bis Schönbach vorbereitet. Zur Abwicklung des Personenverkehrs wurde ein hölzernes Empfangsgebäude mit Dienstraum errichtet, für den Güterverkehr war ein Güterschuppen, eine Ladestraße und eine Holzverladerampe vorhanden. Hinzu kam ein Wasserstationsgebäude.

## Fahrzeugeinsatz
Anfangs wurden die Züge mit Lokomotiven der Gattung IV T (spätere Baureihe 71.3) bespannt. Während der gesamten Betriebszeit kamen Lokomotiven der Gattungen XIV HT und XI HT (spätere Baureihen 75.5 und 94.19–21) zum Einsatz. Nachdem im Bahnbetriebswerk Adorf in den 1930er Jahren einige Loks der Baureihe 86 stationiert wurden, kamen auch diese auf die Strecke. Im harten Winter 1962/63 wurden einzelne Züge auch mit der Baureihe 50 bespannt. Der Traktionswandel begann Ende der 1960er Jahre mit den Triebwagen der Baureihe VT 2.09, des Weiteren wurden in den 1970er Jahren auch noch die Baureihen V 100 und V 180.2–4 eingesetzt. Aushilfsweise kam auch die Baureihen 102.1 und 106 auf die Strecke.